# Bundesbeschluß über die Übertragung der Zuständigkeiten des Bundestags auf den Reichsverweser

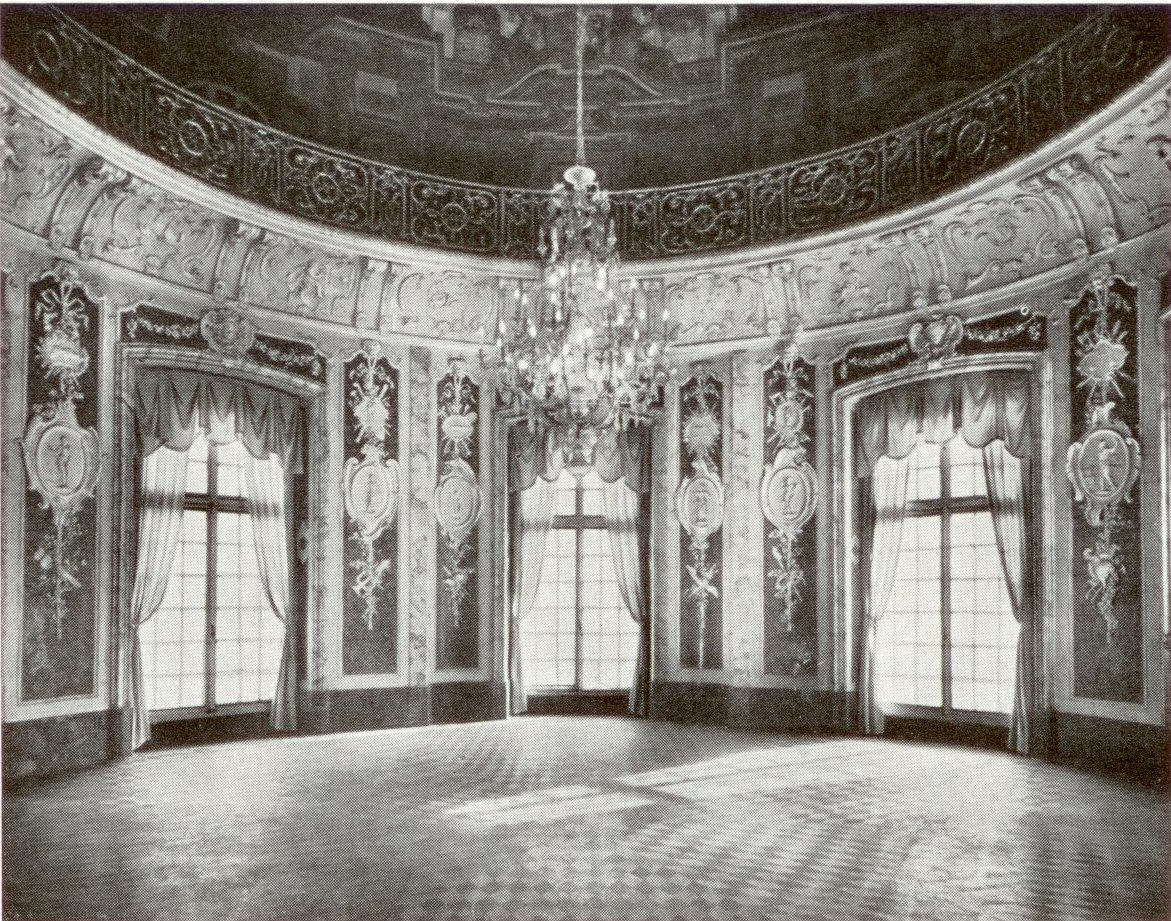
Kuppelsaal des Thurn- und Taxis’schen Palais in Frankfurt, Aufnahme um 1900. Das Palais war bis 1848 und dann wieder ab 1849/1851 der Sitz der Bundesversammlung, auch Bundestag genannt. Hier trafen sich die Bundestagsgesandten am 10. Juli 1848 zu ihrer (vorläufig) letzten Sitzung. Kurz darauf übernahm der Reichsverweser das Palais.

Der Bundesbeschluß über die Übertragung der Zuständigkeiten des Bundestags auf den Reichsverweser vom 12. Juli 1848 war ein Beschluss der Bundestagsgesandten des Deutschen Bundes. Kurz davor, am 28. Juni 1848, hatte die Frankfurter Nationalversammlung eine Provisorische Zentralgewalt eingesetzt und gleich danach Johann von Österreich zum Reichsverweser gewählt. Der Bundestag, die Vertretung der deutschen Einzelstaaten, beeilte sich, die Wahl nachträglich zu sanktionieren, und erklärte mit dem Bundesbeschluss vom 12. Juli, dass seine eigene bisherige Tätigkeit beendet sei.
Erst nach der Niederschlagung der Revolution 1849 und dem Scheitern der preußischen Unionspolitik kam der Bundestag im Sommer 1851 wieder in voller Stärke zusammen. Mit dem Bundesreaktionsbeschluss vom 23. August 1851 bekräftigten die deutschen Staaten, dass sie die liberalen Errungenschaften der Revolution wieder rückgängig machen wollten.

## Zustandekommen

### Provisorische Zentralgewalt

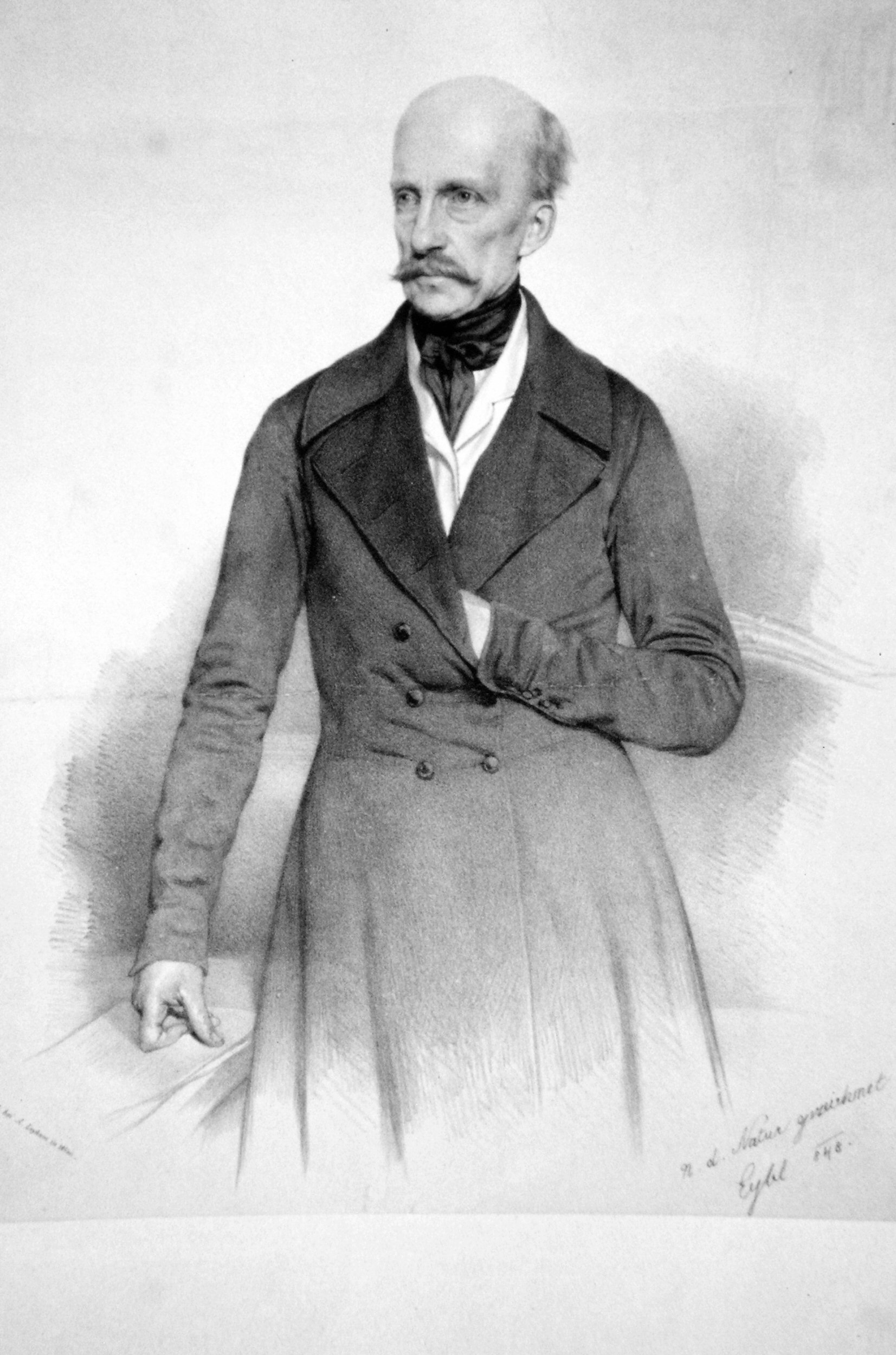
Erzherzog Johann von Österreich, Reichsverweser von Juli 1848 bis Dezember 1849

Im Verlauf der Revolution 1848 hatte der Bundestag durch ein Bundeswahlgesetz angeordnet, dass die Einzelstaaten Wahlen zu einer Nationalversammlung organisieren. Auch versuchte der Bundestag, ein Direktorium als Exekutive des Bundes einzurichten. Dazu ist es nicht mehr gekommen, denn schon am 18. Mai 1848 trat die Nationalversammlung zusammen.
Diese nahm dann die Initiative selbst in die Hand und schuf eine vorläufige Verfassungsordnung für eine Übergangszeit. Anstatt eines Direktoriums, also eines Organs bestehend aus mehreren Personen, schlug Nationalversammlungspräsident Heinrich von Gagern eine Einzelperson vor. Am 28. Juni beschloss die Nationalversammlung das Reichsgesetz über die Einführung einer provisorischen Zentralgewalt. Das Gesetz sprach davon, dass mit „dem Eintreten der Wirksamkeit der Zentralgewalt“ das „Bestehen des Bundestags“ aufhöre. Einen Tag später wählte sie Erzherzog Johann von Österreich, Onkel des österreichischen Kaisers, zum Reichsverweser, eine Art vorläufigen Ersatzmonarchen. Der Reichsverweser stellte dann eine Reichsregierung (Reichsministerium) zusammen.

### Reaktion der Regierungen in Deutschland
Die Regierungen der deutschen Einzelstaaten wagten es nicht, sich dieser Wahl entgegenzustellen. Die deutsche Öffentlichkeit wäre empört gewesen und die Regierungen mussten damit rechnen, dass dann die Nationalversammlung eine Republik samt Präsidenten eingerichtet hätte. So beeilten sich die Regierungen noch am Tag der Wahl, dem Reichsverweser mitteilen zu lassen, dass sie schon vor der Wahl sich dafür erklärt hätten. Mit dieser Mitteilung an den Reichsverweser aber erkannten die Regierungen zwingend die Gültigkeit der Zentralgewalt an. Schließlich war der Reichsverweser auf Grundlage des Zentralgewaltgesetzes gewählt worden. Hierüber bestand bei den Beteiligten kein Zweifel.
Johann holte vor Annahme der Reichsverweserwürde die Erlaubnis seines kaiserlichen Neffen ein und erwähnte in seiner Antrittsrede, dass er auf die Zustimmung der deutschen Regierungen Wert lege. In der Folge jedoch leitete er seine Legitimität stets aus der Wahl durch die Nationalversammlung ab. Während seiner Reise aus Wien nach Frankfurt bestätigten die Regierungen, trotz ihres Widerwillens, die Wahl und die Zentralgewalt (Hannover und Sachsen erst später).

### Bundestagsbeschluss

Institutionen im revolutionären Deutschland, Juni bis September 1848: vom Bundestag zur Reichsregierung Johanns

Um die Form zu wahren, einigten die Bundestagsgesandten sich am 10. Juli auf einen Beschlussentwurf für eine offizielle Ansprache an den Reichsverweser zwei Tage später. Über die beschlossene Auflösung des Bundestags sollten gleichzeitig die Behörden informiert werden, die dem Bundestag unterstellt waren, also beispielsweise die Kommandanten der Bundesfestungen. Das Ende des Bundestages und die verbindliche Rechtslage der Zentralgewalt bedeutete die „nachträgliche, uneingeschränkte Anerkennung seitens der Regierungen“. Aus den Bundestagsgesandten wurden Bevollmächtigte der Einzelstaaten bei der Zentralgewalt.
Laut Ralf Heikaus war der Deutsche Bund selbst damit nicht aufgelöst:

„Doch war der rechtliche Fortbestand des Deutschen Bundes nur wenigen Zeitgenossen damals auch bewußt, da er für den weitaus überwiegenden Teil der Bevölkerung in Deutschland mit der Beendigung der Tätigkeit des alten verhaßten Bundestages zu bestehen aufgehört hatte. Unter diesen Umständen war ein Wiedererstehen oder gar ein Wiederaufleben der Herrschaft des weisungsgebundenen Bundestagsgremiums für jedermann gänzlich unvorstellbar gehalten.“

Trotz dieser Auflösung trat der Bundestag im Sommer 1851 wieder vollständig zusammen, nachdem Österreich sich bereits seit Mitte 1849 darum bemüht hatte. Dazwischen lagen die Bemühungen Preußens, eine Erfurter Union zu bilden. Nach der Herbstkrise 1850 musste Preußen seine Unionspläne jedoch endgültig aufgeben.
Der Bundestag konnte theoretisch nur die Befugnisse des Deutschen Bundes übertragen, die sich in erster Linie auf Außen- und Verteidigungspolitik beschränkten. Für die Umwandlung des Staatenbundes in einen Bundesstaat, so Ulrich Huber, hätten die Einzelstaaten gemäß ihrer jeweiligen Verfassung mitwirken müssen. Die Einrichtung einer provisorischen Verfassungsordnung durch das Zentralgewaltgesetz war daher ein revolutionärer Akt der Nationalversammlung. Allerdings erkannte der Bundestag die provisorische Verfassungsordnung an. Darin, so Huber, sei der substantielle Kern des Bundestagsbeschlusses zu sehen. Außerdem habe keine der Regierungen sich vom Beschluss distanziert, also beruhte die vorläufige Verfassungsordnung und damit die Zentralgewalt auf einer Vereinbarung zwischen Nationalversammlung und Regierungen.

## Inhalt

Der Bundestagsgesandte Anton Ritter von Schmerling, ab dem 15. Juli 1848 Reichsminister

Der Beschluss richtet sich als Ansprache direkt an die „Kaiserl. Hoheit“ Johann, den von der Nationalversammlung „erwählten Reichsverweser“. Gehalten wurde die Ansprache von Anton von Schmerling, dem Präsidialgesandten, das heißt dem Bundestagsgesandten Österreichs, der alten Präsidialmacht im Deutschen Bund. Die Ansprache verweist auf die Zentralgewalt, die „nach dem Wunsche des deutschen Volkes“ geschaffen sei, „um für die allgemeine Sicherheit und Wohlfahrt des deutschen Bundesstaates zu sorgen“.
Danach zählt die Ansprache die Befugnisse des Bundestages laut Verfassung des Deutschen Bundes auf. Dazu gehören unter anderem die Wahrung der „Sicherheit und Unabhängigkeit unseres Vaterlandes“ und die Beziehungen zum Ausland. Diese Befugnisse übertrage der Bundestag namens der Regierungen an die Zentralgewalt. Die Regierungen „bieten freudig die Mitwirkung zu allen Verfügungen der Centralgewalt, die Deutschlands Macht nach Außen und im Innern begründen und befestigen sollen“. Am Ende der Ansprache heißt es, der Bundestag sehe seine „bisherige Thätigkeit als beendet an“.

## Quelle
- Ernst Rudolf Huber: Dokumente zur deutschen Verfassungsgeschichte. Band 1: Deutsche Verfassungsdokumente 1803–1850. 3. Auflage, W. Kohlhammer, Stuttgart u. a. 1978 (1961). Nr. 86 (Nr. 83). Bundesbeschluß über die Übertragung der Zuständigkeiten des Bundestags auf den Reichsverweser vom 12. Juli 1848. S. 341/342.

## Belege
1. ↑  Manfred Botzenhart: Deutscher Parlamentarismus in der Revolutionszeit 1848–1850. Droste, Düsseldorf 1977, S. 165/166.
2. ↑  Ralf Heikaus: Die ersten Monate der provisorischen Zentralgewalt für Deutschland (Juli bis Dezember 1848). Diss. Frankfurt am Main, Peter Lang, Frankfurt am Main u. a. 1997, S. 40/41.
3. ↑  Ralf Heikaus: Die ersten Monate der provisorischen Zentralgewalt für Deutschland (Juli bis Dezember 1848). Diss. Frankfurt am Main, Peter Lang, Frankfurt am Main u. a. 1997, S. 42–44.
4. ↑  Ralf Heikaus: Die ersten Monate der provisorischen Zentralgewalt für Deutschland (Juli bis Dezember 1848). Diss. Frankfurt am Main, Peter Lang, Frankfurt am Main u. a. 1997, S. 45–47.
5. ↑  Ralf Heikaus: Die ersten Monate der provisorischen Zentralgewalt für Deutschland (Juli bis Dezember 1848). Diss. Frankfurt am Main, Peter Lang, Frankfurt am Main u. a. 1997, S. 48/49.
6. ↑  Ernst Rudolf Huber: Dokumente zur deutschen Verfassungsgeschichte. Band 1: Deutsche Verfassungsdokumente 1803–1850. 3. Aufl. W. Kohlhammer, Stuttgart u. a. 1978 (1961). Nr. 92 (Nr. 86). Rundschreiben des Reichsverwesers über die Stellung der Landesbevollmächtigten bei der Reichszentralgewalt vom 30. August 1848. S. 346/347.
7. ↑  Ralf Heikaus: Die ersten Monate der provisorischen Zentralgewalt für Deutschland (Juli bis Dezember 1848). Peter Lang, Frankfurt am Main u. a., 1997 S. 48 (Dissertation Frankfurt am Main).
8. ↑  Wolfram Siemann: 1848/49 in Deutschland und Europa. Ereignis, Bewältigung, Erinnerung. Schöningh, Paderborn u. a. 2006, S. 219.
9. ↑  Ulrich Huber: Das Reichsgesetz über die Einführung einer allgemeinen Wechselordnung für Deutschland vom 26. November 1848. In: JuristenZeitung. 33. Jahrgang, Nr. 23/24 (8. Dezember 1978), S. 785–791, hier S. 789f.